# Virgin Atlantic

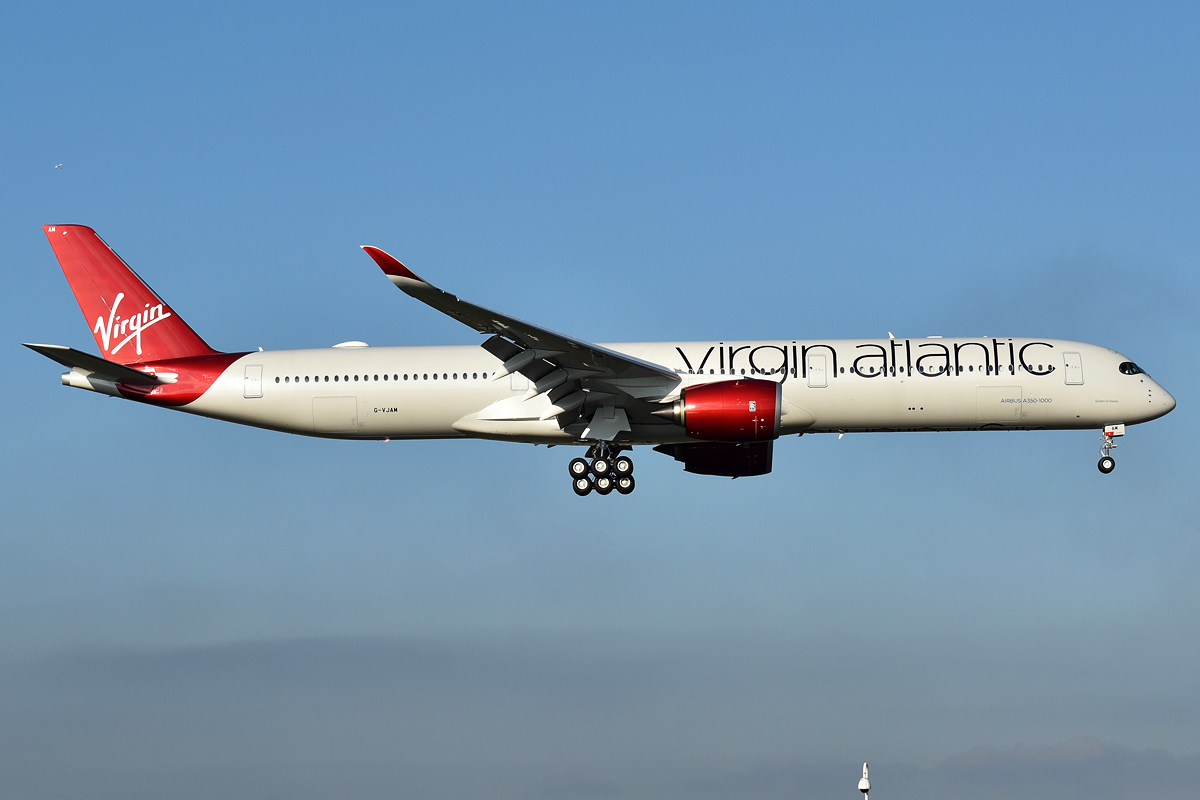
Airbus A350-1000 de Virgin Atlantic.

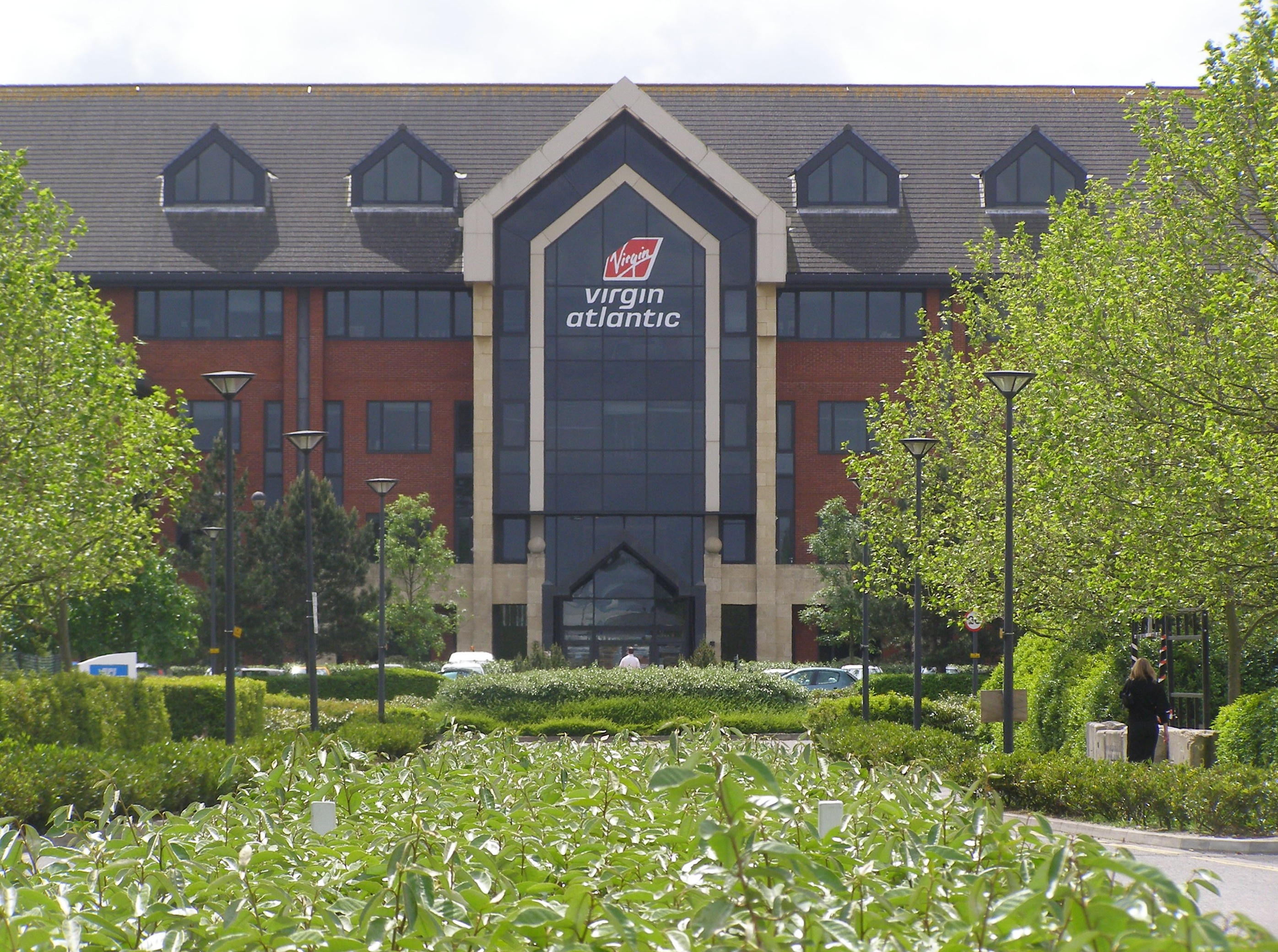
Le siège de Virgin Atlantic.

Pour les articles homonymes, voir Atlantic.
Virgin Atlantic Airways Ltd (code AITA : VS ; code OACI : VIR) est une compagnie aérienne britannique créée par le groupe Virgin.

## Historique
British Atlantic Airways est fondée en 1982 après la faillite de Laker Airways, par l’ancien chef pilote de cette dernière Alan Hellary et Randolph Fields. L’objectif est de desservir les îles Malouines, où la guerre entre l’Argentine et le Royaume-Uni vient de se terminer ; mais l’aéroport trop petit de l’île les oblige à abandonner l’idée. Les projets de relier Londres - Gatwick à New York – JFK puis Newark échouent aussi.
En 1984, Fields revend la compagnie au groupe de Richard Branson, qui la renomme Virgin Atlantic. La première liaison entre Gatwick et Newark voit le jour le 22 juin, exploitée avec un Boeing 747-200 pris en crédit-bail. Une deuxième liaison vers Miami est inaugurée en 1986, à l’aide d’un second 747. Suivent ensuite JFK, Tokyo et Los Angeles. À la fin des années 1980, Virgin Atlantic a transporté plus d’un million de passagers.
Après avoir lancé des routes vers Boston et Orlando, Richard Branson revend sa maison de disques Virgin Music en 1992 pour se consacrer à la compagnie aérienne. La classe Premium Economy voit le jour, tandis que la flotte s’enrichit de nouveaux avions et le réseau de nouvelles destinations. En 1999, Singapore Airlines rachète 49 % du capital de Virgin Atlantic.
Virgin Atlantic acquiert son premier Airbus A340 en 2002. Elle lance l’année suivante l’Upper Class Suite, une classe affaires équipée de sièges-lits, et inaugure en 2006 un salon à l’Aéroport de Londres-Heathrow. Le premier des dix Airbus A330 commandés rejoint sa flotte en février 2011.
En avril 2012, la compagnie dévoile sa nouvelle classe affaires et annonce l'aménagement progressif de sa flotte d'Airbus A330 en 2012, puis de ses Boeing 787 en 2014,.
Les parts de Singapore Airlines sont rachetées en décembre 2012 pour 360 millions de dollars par Delta Air Lines, qui annonce son intention de former une coentreprise sur l’Atlantique nord. Ces projets doivent aboutir vers la fin 2013,.
Virgin Atlantic a lancé ses premiers vols intérieurs le 31 mars 2013 sous la marque Little Red, avec 10 vols quotidiens au départ de Londres - Heathrow vers Aberdeen, Édimbourg et Manchester. Ils sont assurés par Aer Lingus, sur quatre Airbus A320 pris en crédit-bail avec équipage.
En juillet 2014, la compagnie dévoile les nouveaux uniformes créés par Vivienne Westwood pour son personnel.
Lundi 11 juillet 2016, Virgin Atlantic annonce une super commande de 12 A350-1000 dans le cadre du salon de Farnborough. Les livraisons débuteront en 2019. Ils remplaceront progressivement les Boeing 747-400 et les Airbus A340-600 vieillissants.
En juillet 2017, le groupe Air France-KLM annonce la prise d'une participation de 31 % dans Virgin Atlantic pour près de 240 millions d’euros ; Air France-KLM deviendrait ainsi le deuxième actionnaire de la compagnie après Delta (49 %) tandis que Virgin conserve 20 % des parts.Le 3 décembre 2019, Richard Branson renonce à vendre les 31% à Air France- KLM, et la coentreprise avec Air France-KLM et Delta ne voit pas le jour.
Le 17 juin 2019 au salon du Bourget, Virgin Atlantic annonce une commande de 14 Airbus A330-900neo qui viendront remplacer les A330ceo à partir de 2021.
Dans le contexte de la pandémie de Covid-19 en 2020, la compagnie voit ses activités s'écrouler et demande à ses employés de prendre huit semaines de congés sans solde. La compagnie demande aussi au gouvernement britannique de lui accorder des centaines de millions de livres sterling sous forme de prêts garantis par l’État. La presse relève en avril 2020 que, tout en réclamant des subventions à l’État britannique afin de tenter de sauver la compagnie aérienne de la faillite, Richard Branson avait transféré des actifs qu'il possédait au Delaware (États-Unis) vers les îles Vierges britanniques, paradis fiscal dans lequel il est propriétaire de Necker Island où il réside. Devant la situation, Branson s'est même proposé de mettre cette propriété en garantie pour sauver sa compagnie.
Le 5 mai 2020, la compagnie annonce mettre fin aux opérations depuis Londres-Gatwick pour ne conserver que les vols au départ d’Heathrow et se séparer de ses B747, un mois après ses A340, en raison de l’impact économique de la Covid-19.

### Identité visuelle (logo)

Logo de Virgin Atlantic avant juillet 2010.
Logo de Virgin Atlantic à partir de l'été 2010.

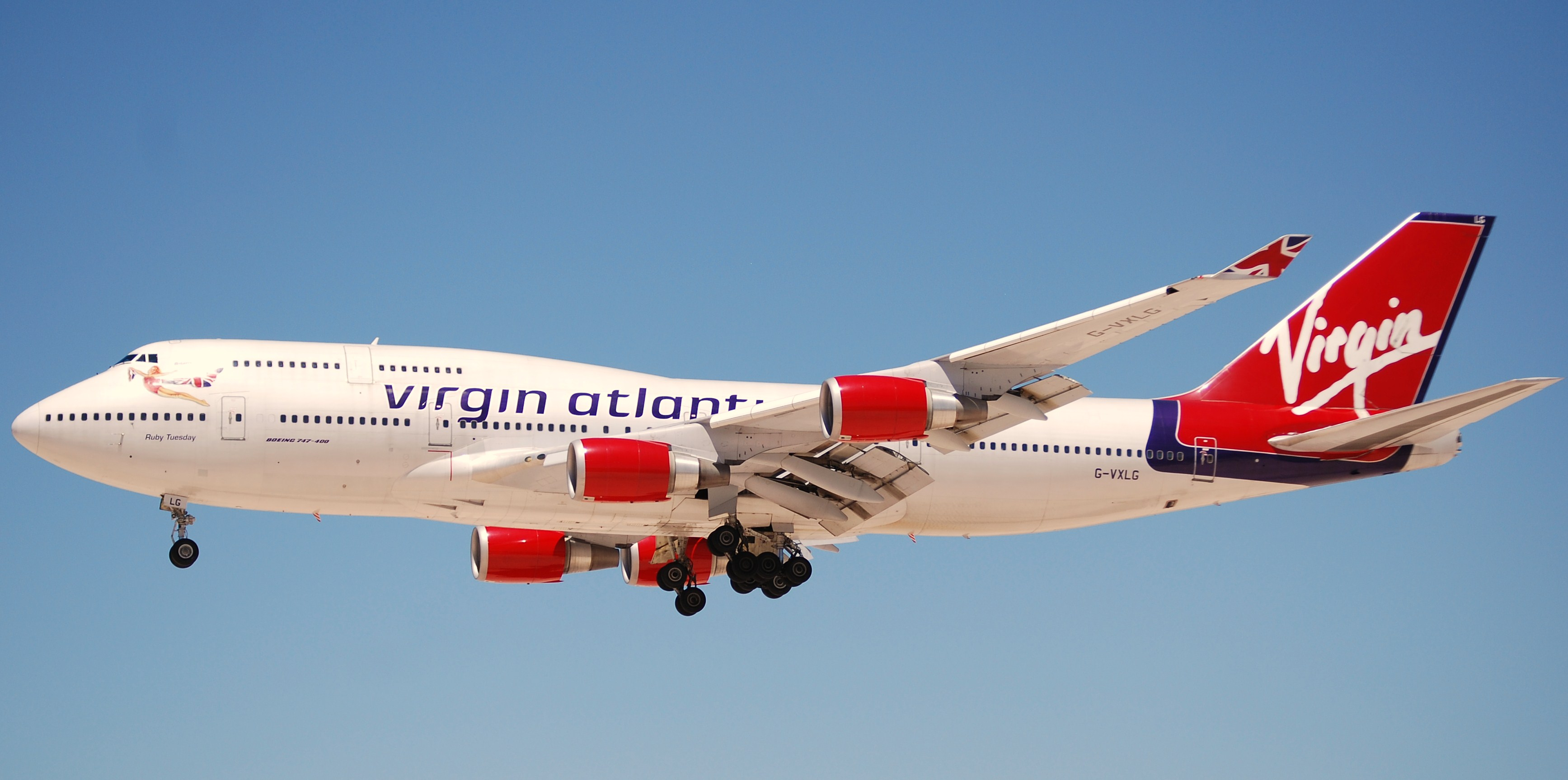
Livrée d'un Boeing 747-400 en 2008.
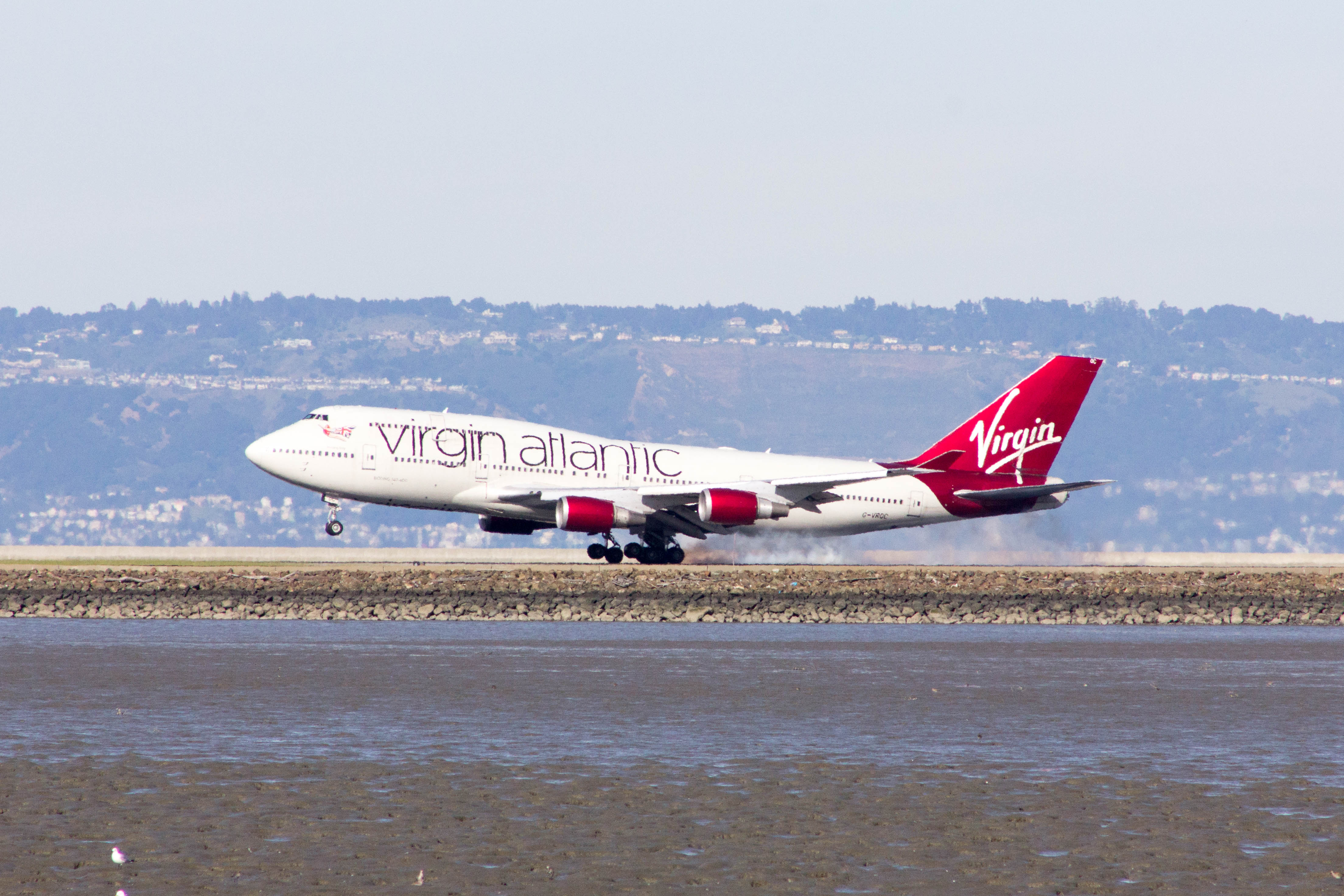
Livrée d'un Boeing 747-400 en 2015.

## Destinations

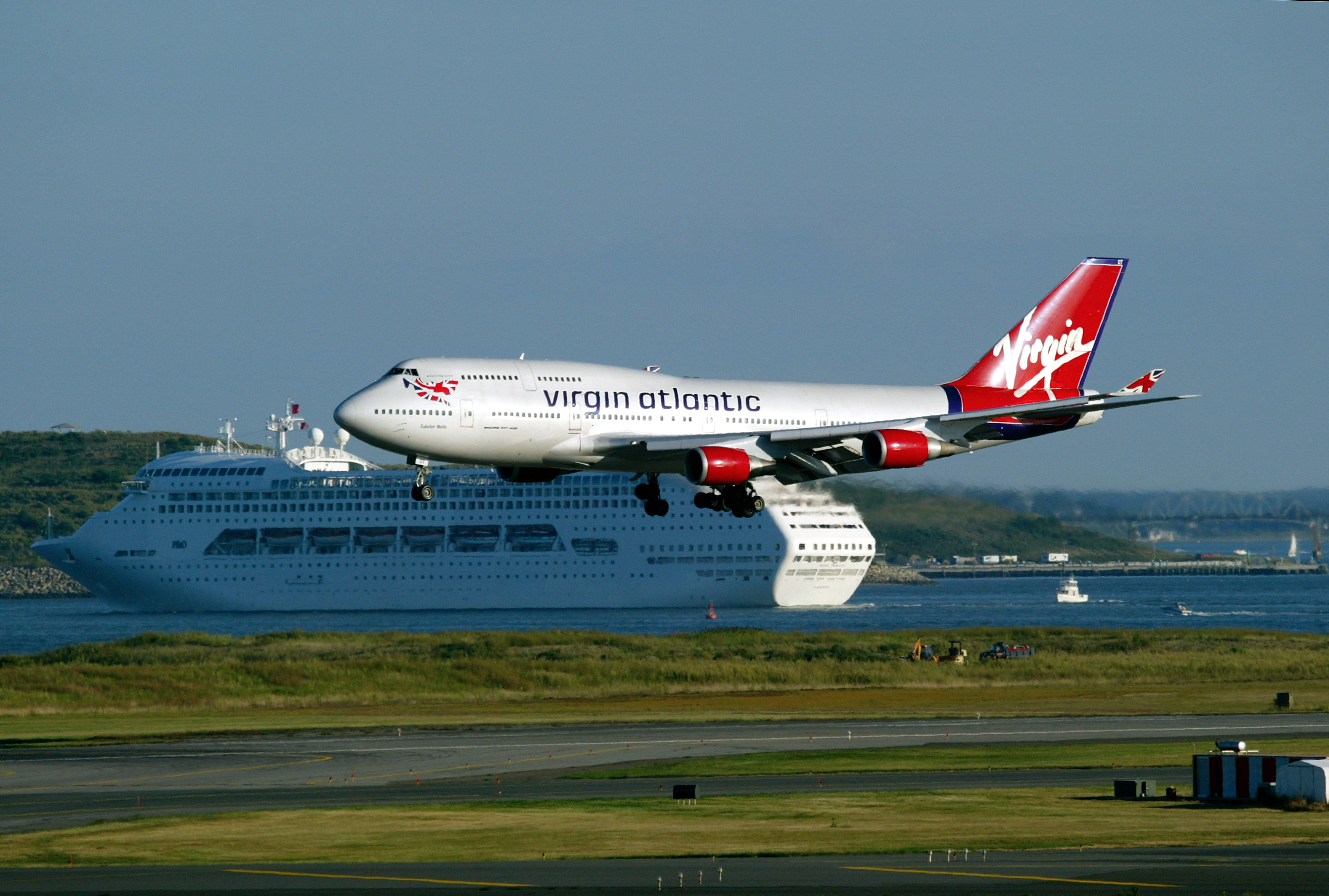
Un Boeing 747-400 à l'atterrissage à l'aéroport de Boston.

La compagnie dessert une trentaine de destinations, dont Londres (Aéroport de Londres-Heathrow), et Manchester, hub secondaire.
Elle annonce en mai 2020 la fin de ses opérations depuis Londres-Gatwick.

### Partage de codes
Virgin Atlantic partage ses codes avec 14 compagnies: Air China, Air New Zealand, All Nippon Airways, Cyprus Airways, Gulf Air, Hawaiian Airlines, Malaysia Airlines, Scandinavian Airlines System, Singapore Airlines, South African Airways, Air France, KLM, Delta Air Lines et Virgin Australia.

## Flotte

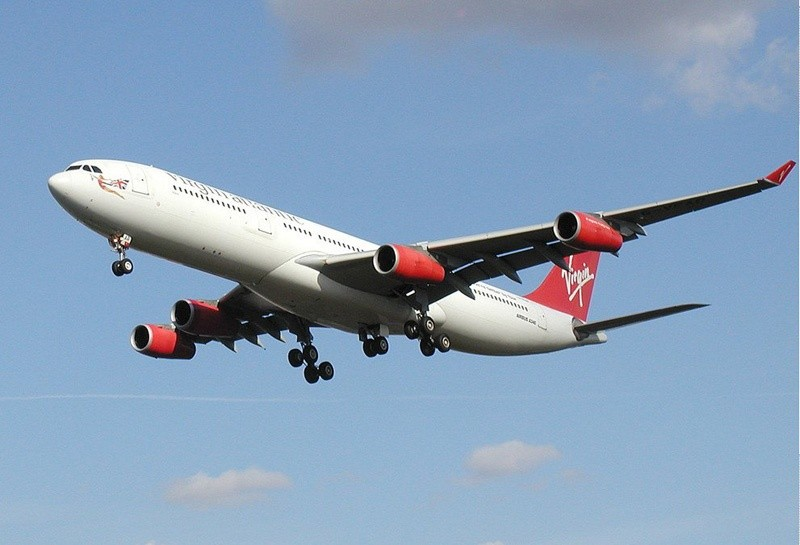
Un des Airbus A340-300 de Virgin Atlantic.

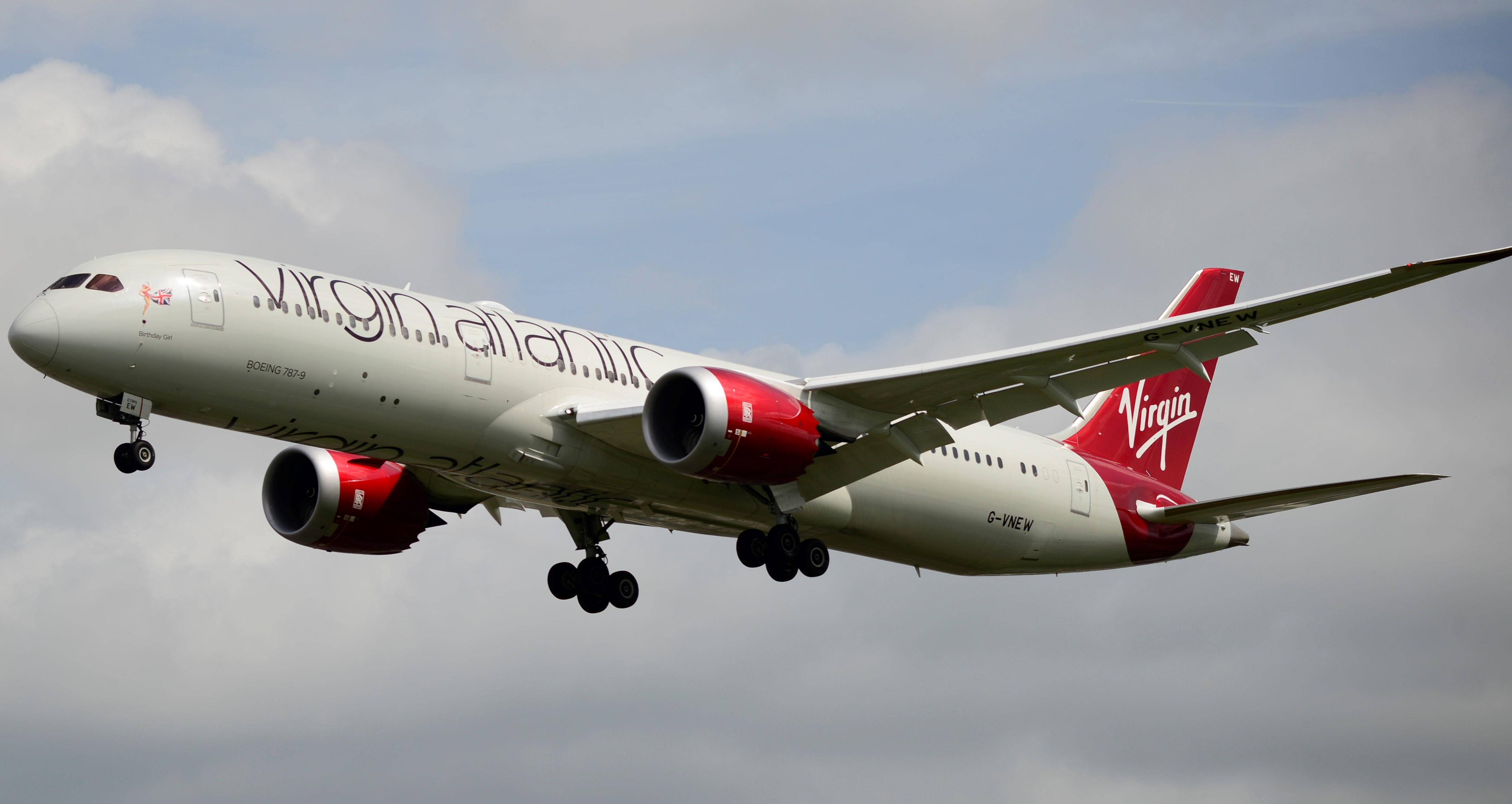
Boeing 787-9 Dreamliner de Virgin Atlantic.

En décembre 2024, la flotte de Virgin Atlantic comprend les appareils suivants,.

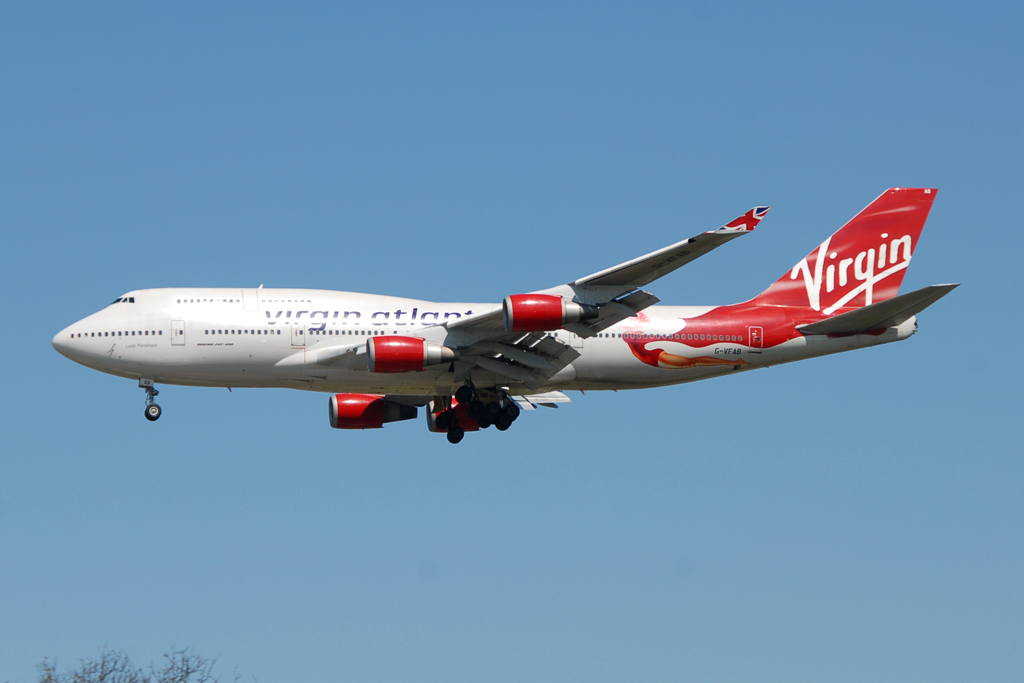
Boeing 747-400 de Virgin Atlantic.

| Avion              | En service | Commandes | motorisation             | Passagers | Passagers | Passagers | Passagers | Notes |
| Avion              | En service | Commandes | types :                  | J         | W         | Y         | Total     | Notes |
| ------------------ | ---------- | --------- | ------------------------ | --------- | --------- | --------- | --------- | --- |
| Airbus A330-300    | 10         | —         | Rolls-Royce Trent 700    | 31        | 48        | 185       | 264       | |
| Airbus A330-900neo | 7          | 12        | Rolls-Royce Trent 7000   | 32        | 46        | 184       | 262       | Appareils commandés pour remplacer les A330 actuellement en service, les option viennent d'être rajouté(+7). |
| Airbus A350-1000   | 12         | _         | Rolls-Royce trent XWB-97 | 44        | 56        | 235       | 335       | Livraisons depuis 2019                                                                                       |
| Boeing 787-9       | 17         | —         | Rolls-Royce Trent 1000   | 31        | 35        | 198       | 264       | |
| Total              | 46         | 12        |                          |           |           |           |           | |

## Filiale
Le 28 septembre 2004, Virgin Atlantic et le gouvernement du Nigeria signent l'accord qui ouvre la voie à la création de Virgin Nigeria, qui sera détenue à 49 % par Virgin Atlantic et 51 % par le Nigeria. Le groupe Virgin s'en retire en 2010, et la compagnie renommée Nigerian Eagle Airlines puis Air Nigeria cesse ses opérations en septembre 2012.

## Incidents et accidents

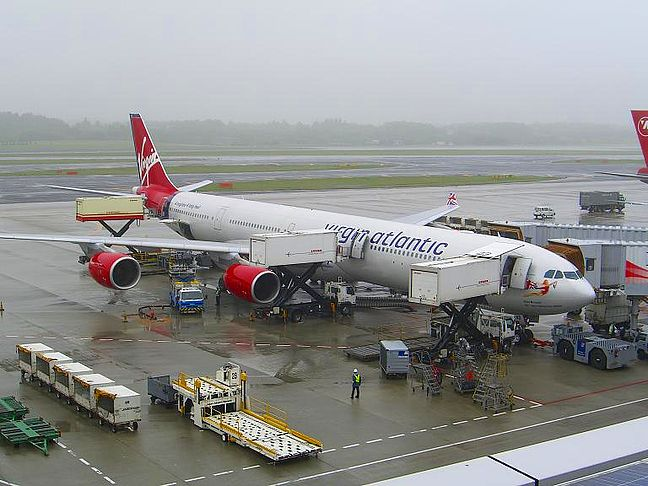
Airbus A340-600 à Tokyo-Narita.

Le 19 juin 1984, durant la finale de test de vol CAA avant l'achat définitif, un réacteur prit feu en raison d'une ingestion d'oiseau. L'avion s'est néanmoins posé sans souci.
Le 1er juin 1996, le vol VS007 venant de Londres vers Los Angeles fit un atterrissage d'urgence à Iqaluit après qu'un passager fut victime d'une attaque cardiaque. Un des réacteurs du 747 heurta un réservoir en quittant la piste, ce qui causa des dommages sérieux sur la carlingue et au réservoir. L'avion dut faire des réparations durant 4 jours.
Le 5 novembre 1997, un Airbus A340-311 G-VSKY dut faire un atterrissage d'urgence à l'aéroport d'Heathrow. L'appareil et la piste furent endommagés durant l'impact à l'atterrissage. Les passagers furent évacués sans problème tandis que seuls 5 passagers et 2 personnes de l'équipage furent légèrement blessés.
Le 8 février 2005, dans l'Airbus A340-600 en route depuis Hong Kong à destination de Londres, le panneau de contrôle de carburant eut un problème technique ce qui causa un dysfonctionnement de transfert entre les réservoirs. Le moteur extérieur gauche perdit de la puissance, et peu après, le moteur extérieur droit commença également à perdre de la puissance jusqu'à ce que l'équipage fasse le transfert manuellement. L'avion s'est dérouté vers Amsterdam, où l'avion fit un atterrissage sans problème.
Le 15 juillet 2006, G-VWKD (un Airbus A340-600), lors du décollage depuis Hong Kong, un tailstrike a endommagé la queue de l'appareil. L'équipage a procédé au largage du carburant avant de revenir à l'aéroport pour des réparations. Un autre A340-600 (G-VMEG) fut envoyé pour assurer le transport des passagers.
Le 29 décembre 2014, un B747-400 au départ de Heathrow et à destination de Las Vegas, a rapidement dû faire demi-tour et atterri avec les 462 personnes à son bord, à Londres Gatwick, à cause d'un problème technique. Apparemment, c'est le train d'atterrissage qui faisait défaut et ne voulait plus sortir. Les pilotes ont réussi à faire atterrir l'avion sans encombre. Il y eut quelques blessés légers.

## Culture populaire
- En octobre 2010, la compagnie lance une nouvelle campagne d'un budget de 6 millions de livres (environ 7,2 millions d'euros). La musique du spot publicitaire est la chanson Feeling Good interprétée par le groupe britannique Muse[18].
- Dans le film de science-fiction Ad Astra (2019), Virgin Atlantic assure des vols spatiaux entre la Terre et la Lune[19].